# Artikel 13 des Grundgesetzes für die Bundesrepublik Deutschland
Artikel 13 des deutschen Grundgesetzes (GG) gewährleistet das Grundrecht der Unverletzlichkeit der Wohnung. Dieses dient dem Schutz der räumlichen Privatsphäre vor Eingriffen von staatlicher Seite. Damit handelt es sich vorrangig um ein Freiheitsrecht. Zugleich verpflichtet es den Staat, die Wohnung vor unbefugten Privatpersonen zu schützen.

## Normierung
Art. 13 GG lautet seit seiner letzten Veränderung vom 1. April 1998 wie folgt:

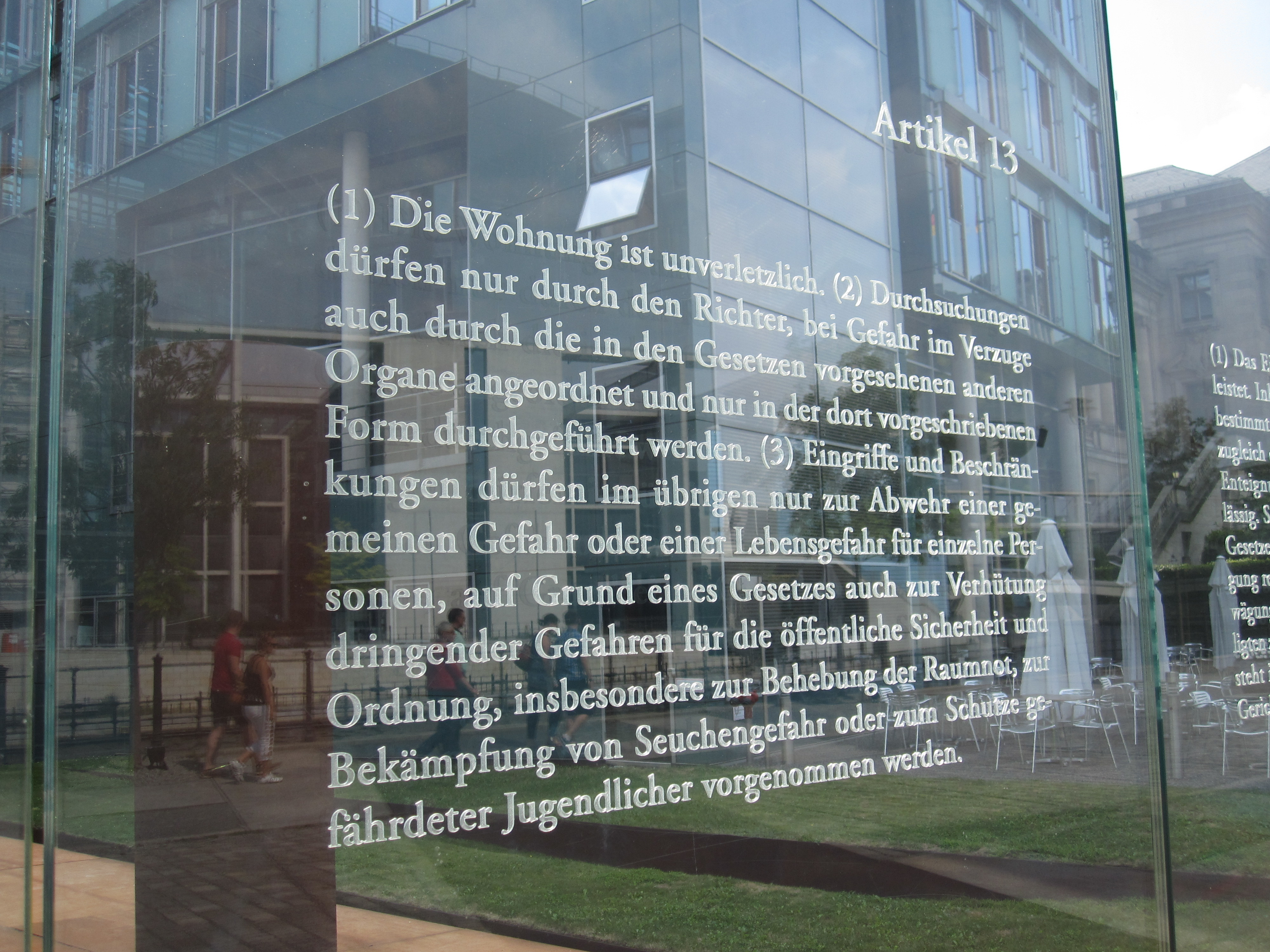
Artikel 13 des Grundgesetzes – eine Arbeit von Dani Karavan an den Glasscheiben zur Spreeseite beim Jakob-Kaiser-Haus des Bundestages in Berlin

(2) Durchsuchungen dürfen nur durch den Richter, bei Gefahr im Verzuge auch durch die in den Gesetzen vorgesehenen anderen Organe angeordnet und nur in der dort vorgeschriebenen Form durchgeführt werden.
(3) Begründen bestimmte Tatsachen den Verdacht, daß jemand eine durch Gesetz einzeln bestimmte besonders schwere Straftat begangen hat, so dürfen zur Verfolgung der Tat auf Grund richterlicher Anordnung technische Mittel zur akustischen Überwachung von Wohnungen, in denen der Beschuldigte sich vermutlich aufhält, eingesetzt werden, wenn die Erforschung des Sachverhalts auf andere Weise unverhältnismäßig erschwert oder aussichtslos wäre. Die Maßnahme ist zu befristen. Die Anordnung erfolgt durch einen mit drei Richtern besetzten Spruchkörper. Bei Gefahr im Verzuge kann sie auch durch einen einzelnen Richter getroffen werden.
(4) Zur Abwehr dringender Gefahren für die öffentliche Sicherheit, insbesondere einer gemeinen Gefahr oder einer Lebensgefahr, dürfen technische Mittel zur Überwachung von Wohnungen nur auf Grund richterlicher Anordnung eingesetzt werden. Bei Gefahr im Verzuge kann die Maßnahme auch durch eine andere gesetzlich bestimmte Stelle angeordnet werden; eine richterliche Entscheidung ist unverzüglich nachzuholen.
(5) Sind technische Mittel ausschließlich zum Schutze der bei einem Einsatz in Wohnungen tätigen Personen vorgesehen, kann die Maßnahme durch eine gesetzlich bestimmte Stelle angeordnet werden. Eine anderweitige Verwertung der hierbei erlangten Erkenntnisse ist nur zum Zwecke der Strafverfolgung oder der Gefahrenabwehr und nur zulässig, wenn zuvor die Rechtmäßigkeit der Maßnahme richterlich festgestellt ist; bei Gefahr im Verzuge ist die richterliche Entscheidung unverzüglich nachzuholen.
(6) Die Bundesregierung unterrichtet den Bundestag jährlich über den nach Absatz 3 sowie über den im Zuständigkeitsbereich des Bundes nach Absatz 4 und, soweit richterlich überprüfungsbedürftig, nach Absatz 5 erfolgten Einsatz technischer Mittel. Ein vom Bundestag gewähltes Gremium übt auf der Grundlage dieses Berichts die parlamentarische Kontrolle aus. Die Länder gewährleisten eine gleichwertige parlamentarische Kontrolle.
Art. 13 Absatz 1 GG gewährleistet die Unverletzlichkeit der Wohnung. Als Freiheitsrecht dient das Grundrecht vorrangig der Abwehr hoheitlicher Eingriffe in die Privatsphäre, welche die Wohnung bietet. Daneben gibt es dem Gesetzgeber den Auftrag, die Wohnung vor Privatpersonen zu schützen. Dieser Aufgabe kommt er beispielsweise durch den Schutz der Wohnung im Rahmen des Straf- und Zivilrechts nach.

## Entstehungsgeschichte
Die Unversehrtheit der Wohnung wurde durch § 140 der Paulskirchenverfassung von 1849 geschützt. Diese Norm beruhte auf Art. 10 der belgischen Verfassung von 1831. Sie besagte, dass die Wohnung unverletzlich war und knüpfte die Haussuchung an enge Voraussetzungen. Die preußische Verfassung von 1850 gewährleistete in Art. 6 die Unverletzlichkeit der Wohnung. Dieses Recht durfte durch Gesetz beschränkt werden. In der Verfassung des Deutschen Kaiserreichs wurde die Unverletzlichkeit der Wohnung nicht erwähnt, galt allerdings in den Landesverfassungen. Die Voraussetzungen zum hoheitlichen Eingriff in die Wohnung ergaben sich daher aus dem einfachen Recht, etwa der Strafprozessordnung (StPO). Wieder aufgegriffen wurde der verfassungsrechtliche Schutz der Wohnung durch die Weimarer Reichsverfassung (WRV), die die Unverletzlichkeit der Wohnung in Art. 115 gewährleistete.

Im Zuge der Ausarbeitung des Grundgesetzes griff der Parlamentarische Rat die Gewährleistung des Art. 115 WRV auf und übernahm sie in Art. 13 GG. Dieser umfasste bei Inkrafttreten des Grundgesetzes am 24. Mai 1949 drei Absätze: die grundrechtliche Gewährleistung sowie die Möglichkeiten, diese zu beschränken. Besondere Voraussetzungen enthielt Art. 13 Absatz 2 GG für die Durchsuchung als besonders schweren Eingriff in die Unverletzlichkeit der Wohnung. Die Norm lautete wie folgt: 
(2) Durchsuchungen dürfen nur durch den Richter, bei Gefahr im Verzuge auch durch die in den Gesetzen vorgesehenen anderen Organe angeordnet und nur in der dort vorgeschriebenen Form durchgeführt werden.
Die erste und bislang einzige Überarbeitung erfuhr Art. 13 GG durch Gesetz vom 26. März 1998 mit Wirkung zum 1. April desselben Jahres. Hierdurch schuf der Gesetzgeber die gegenwärtigen Absätze 3–6 des Art. 13 GG, welche die technische Überwachung von Wohnungen an bestimmte Voraussetzungen knüpfen. Durch die Neuregelung wollte der Gesetzgeber die rechtlichen Rahmenbedingungen schaffen, um die technische Überwachung als Mittel zur Bekämpfung organisierter Kriminalität zu nutzen. In der Rechtswissenschaft war äußerst umstritten, ob diese Änderung verfassungskonform ist: Kritische Stimmen warfen dem Gesetzgeber vor, dass die neuen Absätze die Möglichkeit schufen, in den Kernbereich privater Lebensgestaltung einzugreifen, in den als elementarer Bestandteil der Menschenwürde gemäß Art. 1 Absatz 1 GG nicht eingegriffen werden darf. Das Bundesverfassungsgericht hielt die Neuregelung in seinem Urteil zum Großen Lauschangriff von 2004 für mit dem Grundgesetz vereinbar. Es gab allerdings eine restriktive Handhabung der Befugnis zur technischen Überwachung vor, um Verstöße gegen die Menschenwürde auszuschließen.
Eine noch frühere Einschränkung des Schutzes der Wohnung fand bereits 1956 durch Hinzufügung des Art. 17a Abs. 2 GG statt, in dem es heißt: „Gesetze, die der Verteidigung einschließlich des Schutzes der Zivilbevölkerung dienen, können bestimmen, dass die Grundrechte der Freizügigkeit (Artikel 11) und der Unverletzlichkeit der Wohnung (Artikel 13) eingeschränkt werden.“

## Schutzbereich
Art. 13 GG schützt den Bürger vor Eingriffen in seine Wohnung. Hierzu gewährleistet das Grundrecht eine Freiheitssphäre, in die Hoheitsträger nur unter bestimmten Voraussetzungen eingreifen dürfen. Diese Sphäre wird als Schutzbereich bezeichnet. Sofern der Hoheitsträger in diesen eingreift und dies verfassungsrechtlich nicht gerechtfertigt ist, ist Art. 13 GG verletzt.
Die Rechtswissenschaft unterscheidet zwischen dem persönlichen und dem sachlichen Schutzbereich. Der persönliche Schutzbereich bestimmt, wer durch das Grundrecht geschützt wird. Der sachliche Schutzbereich bestimmt, welche Freiheiten durch das Grundrecht geschützt werden.

### Persönlich
Art. 13 GG schränkt den Kreis der Grundrechtsträger nicht ein, sodass das Grundrecht jedermann schützt. Der Schutzbereich erfasst damit zum einen natürliche Personen. Zum anderen können sich Personenvereinigungen, insbesondere juristische Personen des Privatrechts, auf Art. 13 GG berufen, da das Grundrecht gemäß Art. 19 Absatz 3 GG seinem Wesen nach auf diese anwendbar ist. Für diese ist der Schutz des Art. 13 GG jedoch schwächer, da der Schutz der Wohnung in einem engen Zusammenhang zur Garantie der Menschenwürde (Art. 1 Absatz 1 GG) steht, die ausschließlich natürliche Personen schützt.
Keinen Schutz durch Art. 13 GG erfährt nach vorherrschender Auffassung, wer sich unberechtigterweise in den Besitz einer Wohnung bringt. Ebenfalls nicht geschützt werden Hoheitsträger als Wohnungsinhaber, da sich diese in Bezug auf die Privatheit von Wohnungen in keiner grundrechtstypischen Gefährdungslage befinden.

### Sachlich
Art. 13 GG nennt als Schutzobjekt die Wohnung. Hierunter versteht die Rechtswissenschaft im verfassungsrechtlichen Kontext einen elementaren Lebensraum, welcher der persönlichen Entfaltung dient und dem Einzelnen ermöglicht, sich aus der Öffentlichkeit zurückzuziehen. Die Reichweite des Schutzbereichs des Art. 13 GG bemisst sich maßgeblich nach der Privatsphäre, die die Wohnung ihrem Inhaber bietet: Als Wohnung kommt jede Räumlichkeit in Betracht, die ihrem Inhaber ein gewisses Maß an Privatsphäre bietet. Dies trifft auf Wohnräume zu sowie auf Räumlichkeiten, die einen engen Zusammenhang zu Wohnräumen aufweisen, etwa Keller, Nebengebäude und Gärten. Hafträume beurteilt die Rechtsprechung allerdings nicht als Wohnung, da diese dem Hausrecht der Anstalt unterstehen. Daher dürfen Anstaltsmitarbeiter Hafträume ohne vorherige Ankündigung betreten.
Umstritten ist in der Rechtswissenschaft, inwiefern Arbeits- und Geschäftsräume als Wohnungen zu qualifizieren sind. Gegen deren Einbeziehung in Art. 13 GG wenden Rechtswissenschaftler ein, dass derartige Räumlichkeiten keine hinreichende Privatheit aufweisen. Die vorherrschende Auffassung in der Rechtswissenschaft, der auch die Rechtsprechung folgt, bezieht Geschäftsräume demgegenüber in den Schutzbereich des Art. 13 GG ein. Hierfür führt sie zum einen an, dass Geschäftsräume der freien Berufsausübung dienen, welche eine Ausprägung der Persönlichkeitsentfaltung darstellt, wie sie innerhalb von Wohnungen erfolgt. Darüber hinaus wurden die Vorläufer des Art. 13 GG ebenfalls so ausgelegt, dass sie auch gewerblich genutzte Räume schützten. Schließlich betrachten auch einige ausländische Rechtsordnungen Arbeits- und Geschäftsräume als Wohnungen, etwa die österreichische und die italienische. Die vorherrschende Auffassung beschränkt für Geschäftsräume allerdings die Reichweite des Schutzes des Art. 13 GG: Vollen Grundrechtsschutz erfahren lediglich solche Räumlichkeiten, die der Allgemeinheit nicht zugänglich sind. Der Allgemeinheit geöffnete Räume erfahren einen schwächeren Schutz durch Art. 13 GG, da sie ihrem Inhaber eine geringere Privatheit bieten. Dies wirkt sich auf Ebene der Eingriffsrechtfertigung aus.

### Grundrechtskonkurrenzen
Art. 13 GG verdrängt als spezielles Freiheitsrecht das Grundrecht der allgemeinen Handlungsfreiheit (Art. 2 Absatz 1 GG). In Bezug auf die technische Überwachung einer Wohnung verdrängen die speziellen Regelungen des Art. 13 GG weiterhin das allgemeine Persönlichkeitsrecht aus Art. 2 Absatz 1 GG, Art. 1 Absatz 1 GG.
Sofern ein Eingriff in Art. 13 GG dazu führt, dass eine Behörde Daten aus einer Wohnung erlangt, wird deren weitere Nutzung durch das Recht auf informationelle Selbstbestimmung geschützt, das eine besondere Ausprägung des allgemeinen Persönlichkeitsrechts darstellt. In solchen Fällen kann auch das Fernmeldegeheimnis (Art. 10 GG) neben Art. 13 GG zur Anwendung kommen. Sofern die Räumlichkeit, gegen die sich der Grundrechtseingriff richtet, von Presse oder Rundfunk genutzt wird, richtet sich dessen Rechtfertigung sowohl nach Art. 13 GG als auch nach den Kommunikationsgrundrechten des Art. 5 Absatz 1 GG.
Eingriffe in die Unverletzlichkeit der Wohnung berühren die Eigentumsgarantie des Art. 14 GG, da der Inhaber der Wohnung in seiner Herrschaftsgewalt über die Wohnung zwangsweise beschränkt wird. Art. 14 GG tritt jedoch gegenüber dem spezielleren Grundrecht des Art. 13 GG zurück, soweit der hoheitliche Eingriff die Privatheit der Wohnung berührt.

## Eingriff
Ein Grundrechtseingriff liegt vor, wenn der Gewährleistungsinhalt eines Grundrechts durch hoheitliches Handeln verkürzt wird. In Bezug auf die Unverletzlichkeit der Wohnung trifft dies zu, wenn in die räumliche Privatsphäre einer Wohnung eingedrungen wird. Art. 13 GG unterscheidet diesbezüglich zwischen mehreren Eingriffsformen.
Art. 13 Absatz 2 GG regelt die Durchsuchung. Hierbei sucht ein Hoheitsträger zielgerichtet innerhalb einer Wohnung nach einer Sache oder einer Person, die der Wohnungsinhaber dem staatlichen Zugriff nicht freiwillig preisgeben will. Durchsuchungen sieht das Gesetz beispielsweise im Strafprozess (§ 102 – § 107 StPO), bei der Gefahrenabwehr (beispielsweise § 41 des Polizeigesetzes Nordrhein-Westfalen) und bei der Zwangsvollstreckung (§ 758 der Zivilprozessordnung) vor.
Art. 13 Absätze 2–6 GG beziehen sich auf die technische Überwachung von Wohnungen. Hierbei nimmt ein Hoheitsträger unter Anwendung technischer Mittel Vorgänge innerhalb einer Wohnung wahr, die ihm ohne diese verborgen blieben. Dies geschieht beispielsweise durch optische und akustische Überwachungsmaßnahmen, etwa durch Mikrofone oder Kameras. Diese Maßnahmen werden als Lauschangriffe bezeichnet. Die Rechtswissenschaft unterscheidet hierbei zwischen großem und kleinem Lauschangriff. Erstgenannter ist in Art. 13 Absatz 3 und 4 GG geregelt und bezeichnet die Überwachung des Wohnraums zwecks Aufklärung von Straftaten oder zwecks Gefahrenabwehr. Der kleine Lauschangriff wird in Art. 13 Absatz 5 GG beschrieben. Eine solche Maßnahme liegt vor, wenn ein Hoheitsträger einen Wohnraum ausschließlich zum Schutz einer Person mithilfe technischer Mittel überwacht, die sich innerhalb der Wohnung befindet, etwa ein verdeckter Ermittler (§ 110d StPO).
Art. 13 Absatz 7 GG erfasst sonstige Eingriffe in die Unverletzlichkeit der Wohnung. Hierunter fallen beispielsweise das Besichtigen von Räumlichkeiten durch eine Behörde, wie es etwa § 22 des Gaststättengesetzes für Gaststätten und § 17 der Handwerksordnung für Handwerksbetriebe vorsehen. Ebenfalls einen Eingriff nach Art. 13 Absatz 7 GG stellt das Betreten einer Wohnung durch einen Sachverständigen zwecks Beweiserhebung im Rahmen eines Zivilprozesses dar. Gleiches gilt für das unberechtigte Verweilen in einer Wohnung durch einen Hoheitsträger.

## Rechtfertigung eines Eingriffs
Liegt ein hoheitlicher Eingriff vor, ist dieser rechtmäßig, wenn er verfassungsrechtlich gerechtfertigt ist. Der Schutz der räumlichen Privatsphäre durch Art. 13 GG weist einen engen Bezug zur Garantie der Menschenwürde auf. Ein Eingriff in Art. 13 GG ist daher nicht rechtfertigungsfähig, falls er zugleich einen Eingriff in die Menschenwürde darstellt. Unzulässig daher beispielsweise das Erheben von Daten aus dem Kernbereich privater Lebensgestaltung. Soweit die Menschenwürde nicht betroffen ist, erlaubt Art. 13 GG die Beschränkung der Unverletzlichkeit der Wohnung. An welche Voraussetzungen dies geknüpft ist, richtet sich nach der Art des Grundrechtseingriffs.

### Durchsuchung, Art. 13 Absatz 2 GG
Die Durchsuchung einer Wohnung darf gemäß Art. 13 Absatz 2 GG grundsätzlich ausschließlich durch einen Richter auf Grundlage eines formellen Gesetzes angeordnet werden. Die Beteiligung eines Richters soll gewährleisten, dass es zu einem größtmöglichsten Grundrechtsschutz zugunsten des Wohnungsinhabers kommt. Die Voraussetzungen, die der Richter hierbei prüft, ergeben sich aus der Norm, die zur Durchsuchung ermächtigt. Sofern eine Behörde gegen den Richtervorbehalt verstößt, führt dies dazu, dass durch die Durchsuchung gewonnene Beweise grundsätzlich nicht gerichtlich verwertet werden dürfen.
Bei Gefahr im Verzug darf anstelle eines Richters ein anderes Organ die Durchsuchung anordnen, sofern es gesetzlich hierzu befugt ist. Dies trifft gemäß § 105 Absatz 1 StPO etwa auf Staatsanwaltschaft und Polizei zu. Gefahr im Verzug besteht, falls das Einholen einer richterlichen Anordnung aufgrund konkreter Anhaltspunkte mit hinreichender Wahrscheinlichkeit dazu führt, dass der Zweck der Durchsuchung vereitelt wird. Das Bundesverfassungsgericht legt diese Ausnahme eng aus, da sie den Schutz der Wohnung deutlich verkürzt.
Die weiteren Voraussetzungen der Durchsuchung werden durch die jeweiligen Verfahrensvorschriften konkretisiert. Diese müssen dem aus dem Rechtsstaatsprinzip abgeleiteten Verhältnismäßigkeitsprinzip genügen, das auch für die Rechtfertigung anderer Grundrechtseingriffe von großer Bedeutung ist. Ein Grundrechtseingriff ist verhältnismäßig, wenn er einen legitimen Zweck verfolgt, sich zu dessen Förderung eignet, hierzu erforderlich ist und beim Eingriffsadressaten keinen Nachteil herbeiführt, der außer Verhältnis zum verfolgten Zweck steht. Im Rahmen eines Strafprozesses sind für die Beurteilung der Verhältnismäßigkeit beispielsweise die Schwere der Tat und der Verdachtsgrad von großer Bedeutung. Grundsätzlich unzulässig ist etwa die Durchsuchung einer Anwaltskanzlei wegen einer Verkehrsordnungswidrigkeit.

### Technische Überwachung

#### Überwachung zu Repressionszwecken, Art. 13 Absatz 3 GG
Die technische Überwachung von Wohnraum ist gemäß Art. 13 Absatz 3 GG zulässig, wenn sie der Verfolgung besonders schwerer Straftaten dient. Konkretisiert wird diese Vorgabe durch § 100b Absatz 2 StPO, der die einschlägigen Taten nennt. Bezüglich einer solchen Tat müssen Tatsachen den Verdacht begründen, dass der Abzuhörende sie begangen hat.
Die Maßnahme darf in Wohnungen durchgeführt werden, in denen sich der Beschuldigte vermutlich aufhält. Sie ist gegenüber anderen Maßnahmen subsidiär, weswegen sie erst beschlossen werden darf, wenn der Sachverhalt nicht mit zumutbarem Aufwand auf andere Weise aufgeklärt werden kann.
Die Überwachung kann grundsätzlich lediglich durch einen mit drei Richtern besetzten Spruchkörper angeordnet werden. Sofern Gefahr im Verzug besteht, genügt allerdings die Anordnung durch einen einzelnen Richter. Die Anordnung muss die Maßnahme zeitlich befristen. Gemäß § 100d Absatz 1 Satz 4 StPO darf die Wohnraumüberwachung grundsätzlich höchstens einen Monat andauern.
Weiterhin muss der Wohnungsinhaber gemäß § 101 Absatz 5 Satz 1 StPO über die Maßnahme informiert werden, sobald dies den Untersuchungszweck oder ein bedeutendes Rechtsgut nicht gefährdet. Eine entsprechende Vorgabe enthält Art. 13 Absatz 3 GG zwar nicht, allerdings fordert das Bundesverfassungsgericht, dass der Grundrechtsträger grundsätzlich über Eingriffe in seine Grundrechte informiert wird.
Nach der Rechtsprechung des Bundesverfassungsgerichts muss eine Überwachung abgebrochen werden, sobald Informationen abgehört werden, die aus dem Kernbereich privater Lebensgestaltung des Abgehörten stammen, da die Maßnahme andernfalls dessen Menschenwürde verletzte. Werden solche Daten aufgezeichnet, müssen sie unverzüglich gelöscht werden.

#### Überwachung zu Präventionszwecken, Art. 13 Absatz 4 GG
Art. 13 Absatz 4 GG erlaubt die technische Überwachung weiterhin zur Gefahrenabwehr. Voraussetzung hierfür ist, dass eine dringende Gefahr für die öffentliche Sicherheit besteht, etwa eine gemeine Gefahr oder eine Lebensgefahr.
Eine Gefahr liegt vor, wenn mit hinreichender Wahrscheinlichkeit bei ungehindertem Fortgang der Ereignisse in absehbarer Zeit ein Schaden an einem polizeilichen Schutzgut eintritt. Schutzgüter sind die öffentliche Sicherheit und in einigen Bundesländern auch die öffentliche Ordnung. Wann eine Gefahr dringend ist, ist in der Rechtswissenschaft umstritten. Einige Stimmen gehen davon aus, dass es sich um eine Gefahr für ein besonders wichtiges Rechtsgut handelt, andere nehmen an, dass sich die Dringlichkeit auf das Zeitmoment bezieht. Eine weitere Auffassung kombiniert beide Ansätze und betrachtet eine Gefahr als dringend, die für ein wichtiges Rechtsgut besteht und sich in naher Zeit in einem Schaden zu realisieren droht. Bei einer gemeinen Gefahr handelt es sich um eine Gefahr für eine große Anzahl an Personen oder Rechtsgüter von bedeutendem Wert.
Die Anordnung muss auch im Fall des Art. 13 Absatz 4 GG grundsätzlich durch einen Richter angeordnet werden. Sofern Gefahr im Verzug vorliegt, darf die Maßnahme auch durch eine andere gesetzlich bestimmte Stelle angeordnet werden. Die richterliche Entscheidung muss jedoch unverzüglich nachgeholt werden.

#### Überwachung zum Schutz verdeckter Ermittler, Art. 13 Absatz 5 GG
Art. 13 Absatz 5 GG erlaubt die Überwachung mithilfe technischer Mittel zum Schutz von Personen, die in einer Wohnung eingesetzt sind. Diese Regelung bezieht sich beispielsweise auf verdeckte Ermittler (§ 110a StPO). Anders als bei Maßnahmen nach Art. 13 Absätze 3–4 GG ist die richterliche Anordnung bei einer Maßnahme nach Art. 13 Absatz 5 GG nicht erforderlich. Allerdings dürfen die bei einem solchen Einsatz gewonnenen Daten zu anderen Zwecken als Schutzzwecken erst verwendet werden, wenn die Rechtmäßigkeit der Maßnahme richterlich festgestellt worden ist.

#### Informationspflicht, Art. 13 Absatz 6 GG
Art. 13 Absatz 6 Satz 1 GG normiert eine Unterrichtungspflicht für die Exekutive. Hiernach informiert die Bundesregierung den Bundestag jährlich über Maßnahmen nach Art. 13 Absatz 3–5 GG, die in die Zuständigkeit des Bunds fallen. Hierdurch soll der Bundestag den Nutzen dieser Maßnahmen beurteilen können sowie die Tätigkeit der Exekutive kontrollieren. Eine vergleichbare Unterrichtungspflicht ordnet Art. 13 Absatz 6 Satz 3 GG auf Landesebene an.

### Sonstige Maßnahmen, Art. 13 Absatz 7 GG
Art. 13 Absatz 7 GG normiert die Voraussetzungen für übrige Eingriffe in die Unverletzlichkeit der Wohnung. Hiernach dürfen Hoheitsträger zwecks Abwehr einer gemeinen Gefahr oder einer Lebensgefahr in das Grundrecht eingreifen.
Sofern ein Gesetz dies bestimmt, darf die Maßnahme darüber hinaus auch zur Verhütung dringender Gefahren für die öffentliche Sicherheit und Ordnung, insbesondere zur Behebung der Raumnot, zur Bekämpfung von Seuchengefahr oder zum Schutze gefährdeter Jugendlicher vorgenommen werden. Anders als bei Art. 13 Absatz 2 GG genügt im Rahmen von Art. 13 Absatz 7 GG ein rein materielles Gesetz als Eingriffsgrundlage.
Unter den Wortlaut des Art. 13 Absatz 7 GG fallen auch behördliche Betretungsrechte. Ein solches normiert beispielsweise § 41 Absatz 4 PolG NRW, der die Polizei dazu ermächtigt, öffentlich zugängliche Räume und Grundstücke zwecks Gefahrenabwehr während der Arbeits-, Geschäfts- oder Aufenthaltszeit zu betreten. Diese Ermächtigungsgrundlage genügt – wie zahlreiche ähnliche Eingriffsnormen – ihrem Wortlaut nach den Voraussetzungen des Art. 13 Absatz 7 GG nicht. Nach der Rechtsprechung des Bundesverfassungsgerichts finden die qualifizierten Rechtfertigungsvoraussetzungen des Art. 13 Absatz 7 GG auf schlichte Betretungsrechte allerdings keine Anwendung, da dessen Schrankenbestimmungen das Schutzbedürfnis des Inhabers der Räumlichkeit übersteigen. Daher betrachtet das Gericht das Betreten eines Geschäftsraums nicht als Eingriff in Art. 13 GG, sondern als Eingriff in die allgemeine Handlungsfreiheit. Als gerechtfertigt betrachtet es diesen, wenn die Maßnahme auf einer Ermächtigungsgrundlage beruht, die Zweck und Umfang des Betretens normiert. Weiterhin muss sie zu Zeiten erfolgen, an denen die Wohnung dem Besuch offensteht. Schließlich muss sie erforderlich und angemessen sein. Diese Rechtsprechung stößt in der Rechtswissenschaft auf großen Widerspruch, da sie sich in die Struktur des Art. 13 GG nicht einfügt.

## Europarecht
Auf europäischer Ebene wird die Unverletzlichkeit der Wohnung als Bestandteil des Privatlebens durch Art. 8 Absatz 1 der Europäischen Menschenrechtskonvention (EMRK) geschützt. Hiernach hat jede Person das Anrecht auf Achtung ihrer Wohnung. Wie das Bundesverfassungsgericht versteht der Europäische Gerichtshof für Menschenrechte (EGMR) den Begriff der Wohnung weit und subsumiert hierunter auch Geschäftsräume. Die EMRK und die Rechtsprechung des EGMR wirkt nach der Rechtsprechung des Bundesverfassungsgerichts mittelbar auf die deutsche Rechtsordnung ein, indem sie deren Auslegung beeinflussen.
Weiterhin geschützt wird die Wohnung durch Art. 7 der Charta der Grundrechte der Europäischen Union. Auch diese betrachtet den Schutz der Wohnung als Bestandteil des Schutzes der Privatsphäre. Die Grundrechtscharta ist seit dem Vertrag von Lissabon verbindlicher Bestandteil des Unionsrechts. Vor Inkrafttreten des Vertrags von Lissabon leitete der EuGH den Schutz der Wohnung als allgemeinen Rechtsgrundsatz aus den Rechtsordnungen der Mitgliedstaaten ab. Anfänglich erstreckte er den Schutz nur auf Privatwohnungen. Nachdem der EGMR den Schutz der Wohnung auch auf Geschäftsräume erstreckte, folgte der EuGH dieser Rechtsprechung. Daher entspricht die unionsrechtliche Gewährleistung der Wohnungsfreiheit weitgehend der des Art. 8 EMRK.